# Michel Virally
Michel Virally (* 6. Januar 1922 in Autun; † 27. Januar 1989 in Paris) war ein französischer Jurist, der im Bereich des Völkerrechts tätig war. Er wirkte als Professor an den Universitäten Straßburg und Genf, als Vertreter seines Heimatlandes bei internationalen Organisationen und Konferenzen sowie als Vermittler und Richter in internationalen Streitfällen.

## Leben
Michel Virally absolvierte sein Studium der Rechtswissenschaften an der Universität Paris und promovierte 1948 zum Doktor der Rechtswissenschaften. Anschließend lehrte er ab 1949 als Lehrbeauftragter, ab 1952 als Professor agrégé und ab 1956 als ordentlicher Professor für das Fachgebiet Internationale Institutionen an der Universität Straßburg, an der er von 1957 bis 1961 auch als Direktor des Instituts für vergleichende Rechtswissenschaft und Ökonomie wirkte. Nachdem er in den Jahren 1960/1961 als Forschungsstipendiat an der Columbia University in New York City tätig gewesen war, übernahm er 1961 den Posten des Direktors des Genfer Hochschulinstituts für internationale Studien. Von 1962 bis 1965 war er darüber hinaus außerordentlicher Professor für Rechtsphilosophie sowie von 1965 bis 1974 ordentlicher Professor für internationales Recht und internationale Organisationen und zugleich Direktor der entsprechenden Abteilung an der Universität Genf. In den Jahren 1967 und 1983 unterrichtete er an der Haager Akademie für Völkerrecht.
Er wirkte mehrfach als Rechtsberater der französischen Regierung in verschiedenen internationalen Streitfällen und Vermittlungsverfahren sowie als Vertreter seines Heimatlandes bei internationalen Organisationen und Tagungen, so beispielsweise bei Sitzungen der Generalversammlung der Vereinten Nationen und bei den Verhandlungen zum Wiener Übereinkommen über das Recht der Verträge. Ab 1985 war er Mitglied und Präsident einer Kammer des Iran-United States Claims Tribunals. Die Regierung von El Salvador wählte ihn 1987 zum Ad-hoc-Richter in einer Kammer des Internationalen Gerichtshofs (IGH) in Den Haag zur Klärung eines Grenzkonflikts mit Honduras, er starb allerdings vor dem Ende des Verfahrens.
Michel Virally gehörte ab 1971 dem Institut de Droit international an und war Ritter (Chevalier) der französischen Ehrenlegion.

## Werke (Auswahl)
- L'ONU: d'hier à demain. Paris 1961
- Les relations entre organisations régionales et organisations universelles. Bordeaux 1976
- Le nouveau droit international de la mer. Paris 1983 (als Mitautor)
- Le droit international en devenir: essais écrits au fil des ans. Paris 1990
- Le droit international au service de la paix, de la justice et du développement. Paris 1991